# Paul B. Preciado
Paul B. Preciado (nascut a Burgos l’11 de setembre de 1970 com a Beatriz Preciado) és escriptor, filòsof i comissari d'art. Destaca per ser un dels principals referents a Espanya de la Teoria Queer i la filosofia del gènere. Ha estat deixeble d'Ágnes Heller i Jacques Derrida. Inicialment conegut com a dona, Preciado va iniciar l'any 2010 un procés de "transició lenta" on va començar a prendre testosterona per fer una transició mèdica de gènere. A partir d'aquest moment s'ha considerat públicament transgènere i feminista.

## Trajectòria
Es va doctorar en Teoria de l'Arquitectura a la Universitat de Princeton, on va obtenir el Premi extraordinari fi de carrera i on va ser investigador sota la direcció de Beatriz Colomina. A més va rebre una beca Fulbright. Va obtenir un màster de Filosofia Contemporània i Teoria de Gènere a la New School for Social Research de Nova York. Va ser alumne d'Ágnes Heller i Jacques Derrida. Marxà el 1999 a París gràcies a una invitació de Derrida per participar en els seminaris de L'École des Hautes Etudes en Sciences Sociales. Al llarg d'aquests anys va destacar per la seva col·laboració en els inicis de la Teoria Queer a l'Estat francès, concretament amb un grup d'escriptors liderat per Guillaume Dustan i conegut com Le Rayon Gay.
Ha col·laborat amb el MACBA en l'organització dels seminaris «Pornografia, postpornografia: estètiques i polítiques de representació sexual» (juny de 2003) i «Identitats minoritàries i les seves representacions crítiques» (febrer-novembre de 2004). Va ser director de Programes Públics del MACBA i del PEI (Programa d'Estudis Independents) entre 2012 i 2014. Arran de la polèmica sobre l'obra La bèstia i el sobirà, va ser cessat del seu càrrec al MACBA.
Actualment és director del Programa «Somateca: feminismes, producció biopolítica, pràctiques queer i trans» al Centre d'Estudis Avançats del Museu Nacional Reina Sofia. És professor de la càtedra d'Història Política del cos i teoria del gènere en el Departament d'Estudis de la Dansa a la Universitat París VIII. Autor de nombrosos articles publicats en les revistes Multitudes, Eseté o Artecontexto, entre d'altres.
Al seu primer llibre, Manifiesto Contra-sexual (2002), inspirat per les tesis de Michel Foucault, reflexiona sobre les maneres de subjectivació i identitat, així com sobre la construcció social i política del sexe, prenent part -arran d'això- en diferents fòrums internacionals. Ha estat traduït a diversos idiomes, essent avui una referència indispensable de la teoria queer.
Al Manifiesto Contra-sexual li seguirà el 2008 Testo Yonqui, on fa un recorregut i anàlisi del que denomina «règim farmacopornogràfic», és a dir, el capitalisme en el qual les indústries farmacèutiques i de la pornografia tenen un paper crucial. Denomina l'actual sistema capitalista com a capitalisme farmacopornogràfic. Els capítols dedicats a aquesta anàlisi es complementen amb aquells en els quals, de forma autobiogràfica, Preciado descriu el procés d'autoadministració de testosterona. En paraules del mateix autor: «aquest llibre no és una autoficció. Es tracta d'un protocol d'intoxicació voluntària a força de testosterona sintètica que concerti el cos i els afectes de B.P. És un assaig corporal».
A l'abril de 2010 queda finalista del Premio Anagrama d'Assaig en la seva XXXVIII edició amb el llibre Pornotopía. Arquitectura y sexualidad en «Playboy» durante la guerra fría. El jurat del premi estava compost per Salvador Clotas, Román Gubern, Xavier Rubert de Ventós, Fernando Savater, Vicente Verdú i l'editor Jorge Herralde.
Amb posterioritat, dirigeix el projecte de recerca i producció artística Technologías del Género i n'impulsa les iniciatives teòriques i polítiques drag-king, postpornogràfic i transgènere.
Preciado va ser parella de l'escriptora francesa Virginie Despentes durant molts anys fins al final de la relació el 2014.
El gener de 2021 fou una de les 50 personalitats que signar el manifest «Dialogue for Catalonia», promogut per Òmnium Cultural i publicat a The Washington Post i The Guardian, a favor de l'amnistia dels presos polítics catalans i del dret d'autodeterminació en el context del procés independentista català. Els signants lamentaren la judicialització del conflicte polític català i conclogueren que aquesta via, lluny de resoldre'l, l'agreuja: «ha comportat una repressió creixent i cap solució». Alhora, feren una crida al «diàleg sense condicions» de les parts «que permeti a la ciutadania de Catalunya decidir el seu futur polític» i exigiren la fi de la repressió i l'amnistia per als represaliats.

## Obra

### Assaigs
- Manifiesto contra-sexual[19] (2002)
- Testo Yonqui[20] (2008)
- Pornotopía. Arquitectura y sexualidad en «Playboy» durante la guerra fría.[21] Barcelona: Anagrama, 2010
- Un apartamento en Urano: crónicas del cruce. Barcelona: Anagrama, 2019[22]
- Yo soy el monstruo que os habla. Informe para una academia de psicoanalistas. Barcelona: Anagrama, 2020[23]
- Dysphoria Mundi, Anagrama, 2022

### Cinema documental
- Orlando, la meva biografia política, 2023[24]

### Contribucions
- «Terror anal».[25] A: Guy Hocquenghem, El deseo homosexual. melusina, 2009.
- María Ptqk (ed.), Soft Power: biotecnología, industrias de la alimentación y de la salud y patentes sobre la vida.[26] Bilbao: consonni, 2012.
- «The pharmaco-pornographic regime: sex, gender, and subjectivity in the age of punk capitalism». A: Stryker, Susan, i Aren Z. Aizura. The Transgender Studies Reader 2. Nova York : Routledge, 2013. OCLC 824120014.